# 赤道几内亚国徽
赤道畿內亞國徽啟用於1968年10月12日，1973年4月6日废除，1979年8月21日恢復使用。為白地盾徽，繪有一顆木棉樹。盾上方有六顆黃色六角星，象徵該國六個地區。下方綬帶以西班牙文从左至右书写有國家格言「統一、和平、正義」。